# Clifford John Frith
Clifford John Frith (* 1. Oktober 1924 in London) ist ein britisch-australischer Maler, Bildhauer, Kunstlehrer und verurteilter Sexualstraftäter.

## Leben
Frith absolvierte die Camberwell School of Arts und die St. Martin’s School of Art, beide in London, wo er Schüler von Victor Pasmore und Roland Vivian Pitchforth war. Von 1942 bis 1952 war er Lehrer an der Sutton School of Arts, an der Rochester School of Arts, an der Camberwell School of Arts und an der Goldsmiths College School of Arts. Von 1959 bis 1962 lehrte er an der Ahmadu Bello University in Zaria, Nigeria, und ab 1962 am Croydon College of Art. 1961 erhielt er ein Reisestipendium des Außenministeriums der Vereinigten Staaten für einen Aufenthalt in den USA. 1972 ließ sich Frith in South Australia nieder. 1970 lehrte er am Bedford Park Teachers College in Adelaide und von 1972 bis 1989 an der South Australian School of Arts in Adelaide. 1976 und erneut im Jahr 1991 erhielt er Stipendien vom Visual Arts Board des Australia Council. 1980 und 1982 wurde er mit dem Maude Vizard Wholohan Painting Award der Art Gallery of South Australia ausgezeichnet. 1990 war er für zwei Monate Artist in Residence an der University of Wollongong. 
Friths Arbeiten sind abstrakte, baugebundene Kunstwerke, welche durch die Verwendung von verschiedenen Mitteln und Methoden wie Metall und synthetischen Materialien wie Acryl und Fiberglas sowie Mechanismen, die kinetische Effekte und Lichteffekte einbeziehen, entstehen. Mit seinen Kunstwerken, insbesondere seinen in Acryl gemalten Meereslandschaften, widmete sich Frith der linearen Abstraktion und entwickelte diese später zu Farbkompositionen weiter. Der reichhaltige Naturalismus in seinen Werken hat eher einen symbolischen als gegenständlichen Charakter.

### Strafverfahren
2011 wurde Frith zu 18 Monaten Haft wegen grober Unzucht an Kindern verurteilt. Der Richter setzte allerdings eine Bewährungsfrist von sechs Monaten fest, um Friths schlechtem Gesundheitszustand Rechnung zu tragen.

## Ausstellungen
Frith stellte unter anderen 1962 in Lagos, Nigeria, 1970, von 1972 bis 1973 und 1977 in der Llewellyn Gallery in Adelaide, 1973 und 1974 in der Realities Gallery in Melbourne, 1976 im Sculpture Centre, Sydney sowie 1993 in den Sherman Galleries in Sydney aus. Eine Dauerausstellung von ihm befindet sich beispielsweise in der Tate Gallery in London.